# Wroughtonia simulata
Wroughtonia simulata – gatunek błonkówki  z rodziny męczelkowatych i podrodziny Helconinae.
Gatunek ten opisali po raz pierwszy Khuat Dang Long, Cornelis van Achterberg, James M. Carpenter i Nguyen Thi Oanh w 2020 roku. Opisu dokonali na podstawie pojedynczej samicy, odłowionej w maju 1998 roku do pułapki Malaise'a w Huong Son na terenie wietnamskiej prowincji Hà Tĩnh. 
Błonkówka ta ma ciało o długości 7,1 mm, przednie skrzydło o długości 5,3 mm i oraz osłonkę pokładełka o długości 5,6 mm. Ubarwiona jest głównie czarniawo. 36-członowe czułki są brązowe z kremowobiałymi członami od jedenastego do osiemnastego. Głaszczki są żółtawobiałe z żółtawobrązowymi nasadami dwóch początkowych członów. Długość głaszczków szczękowych jest 1,45 raza większa niż głowy. Czoło cechuje się blaszkowatym, pozbawionym występu guzkiem. Głowa patrząc od góry jest 1,9 raza szersza niż długa. Wysokość oczu złożonych jest 1,7 raza większa od wysokości skroni. Długość mezosomy jest 1,9 raza większa niż jej wysokość. Szerokie, płytkie notauli są grubo pomarszczone. Powierzchnia pozatułowia jest pomarszczona i zaopatrzona w żeberko nasadowe. Skrzydła mają żółtą błonę oraz brązowe żyłki i pterostygmę. Użyłkowanie przedniego skrzydła cechuje się żyłką 3-SR równą 0,9 długości żyłki radialnej oraz żyłką 2-M dwukrotnie dłuższą niż 3-SR. Z kolei w skrzydle tylnym długość żyłki 1-M wynosi 0,4 długości pierwszej żyłki radialno-medialnej (1r-m). Na krawędzi tylnego skrzydła występują trzy zaszczepki. Odnóża przedniej i środkowej pary są jasnożółte, zaś tylnej pary są żółte z przyciemnionymi większymi częściami ud. Tylne uda są pozbawione guzka i nie licząc piłkowania na spodzie są 3,3 raza dłuższe niż szerokie. Metasoma jest brązowa i ma grzbietowe żeberko na pierwszym tergicie sięgające do 0,8 jego długości.
Owad orientalny, znany wyłącznie z lokalizacji typowej w północno-środkowym Wietnamie.